# Walter Novellino
Walter Alfredo Novellino (* 4. Juni 1953 in Montemarano, Avellino, Italien) ist ein ehemaliger italienischer Fußballspieler und heutiger -trainer.

## Karriere

### Spieler
Als offensiver Mittelfeldspieler machte Novellino beim FC Turin in der Saison 1972/73 sein Debüt in der Serie A. Später war er für Perugia, Ascoli und den AC Mailand aktiv. In seine Zeit beim AC fiel 1978 sein einziger Einsatz in der Nationalmannschaft. Mit Milan war er 1978/79 unter Nils Liedholm Italienischer Meister.

### Trainer
Seine Trainerlaufbahn begann Novellino 1992 mit einem kurzen Engagement bei der AC Perugia in der Serie C1. Im folgenden Jahr schaffte er mit der AS Gualdo Calcio fast den Aufstieg aus der Serie C2, das Team verlor aber das Playoff-Spiel. Anschließend trainierte er in der Serie B noch einmal Perugia, Ravenna Calcio und den SSC Venedig, mit dem er 1998 in die Serie A aufsteigen konnte. Damit begann eine Serie von Aufstiegen in die erste Liga: 2000 mit dem SSC Neapel, 2001 mit Piacenza Calcio und 2003 mit Sampdoria Genua. Gleich in seiner ersten Serie-A-Saison führte er Genua auf Platz fünf und in den UEFA-Pokal. Bis 2007 blieb Novellino bei Sampdoria; zur Saison 2007/08 übernahm er das Traineramt beim FC Turin. Im April 2008 wurde er nach den schwachen Ergebnissen und der Abstiegsgefahr des FC Turin nur fünf Spieltage vor Saisonende entlassen.
Am 11. Juni 2009 wurde Novellino bei Reggina Calcio engagiert, das soeben in die Serie B abgestiegen ist. Am 24. Oktober 2009 erfolgt auch dort der Rauswurf, nach einer Niederlage gegen den FC Turin, und nur neun Punkten aus zehn Spielen.
Er kehrte schließlich am 12. Februar 2011 in das Trainergeschäft zurück und wird Trainer beim AS Livorno als Nachfolger von Giuseppe Pillon und war dort bis zum 21. Dezember 2011 tätig. Nach einer Reihe negative Resultate, fünf verlorene Spiele in Folge,  wird Walter Novellino von Präsident Spinelli seines Trainerpostens enthoben.

### Interessantes
Wegen seiner Ähnlichkeit mit dem argentinischen Boxer Carlos Monzón hat man ihm den Spitznamen Monzon gegeben.